# Neuhof (Frohburg)
Neuhof ist ein Ortsteil der Stadt Frohburg im Süden des Landkreises Leipzig in Sachsen.

## Geografie

### Lage

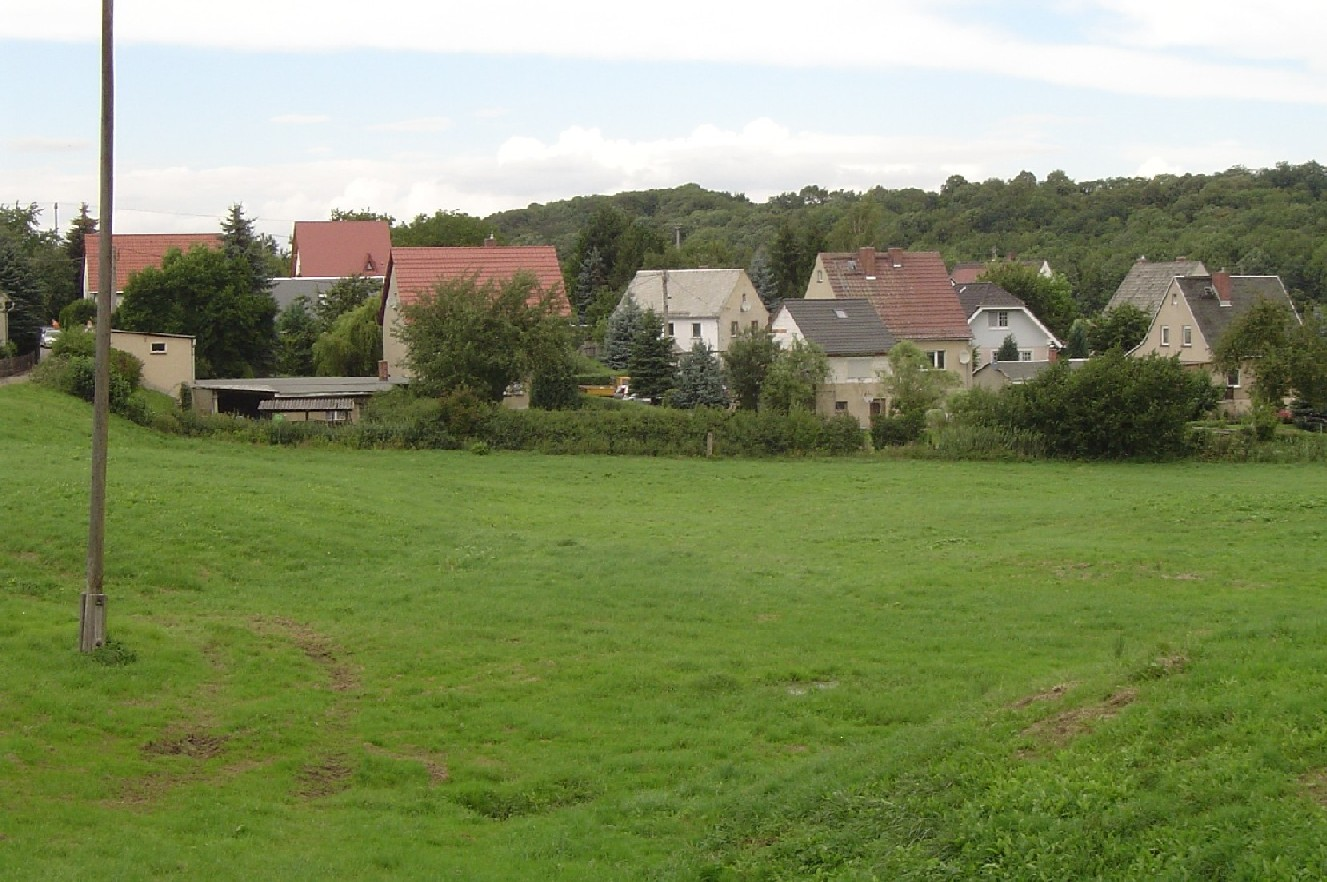
Neuhof (Ostansicht)

Neuhof liegt im Kohrener Land in einer ruhigen Umgebung zwischen Feldern, Wiesen und dem Lindenvorwerk. Die Nachbarorte des Dorfes sind Rüdigsdorf, Pflug und Linda. Im Süden grenzt der Ort an das Altenburger Land (Thüringen).

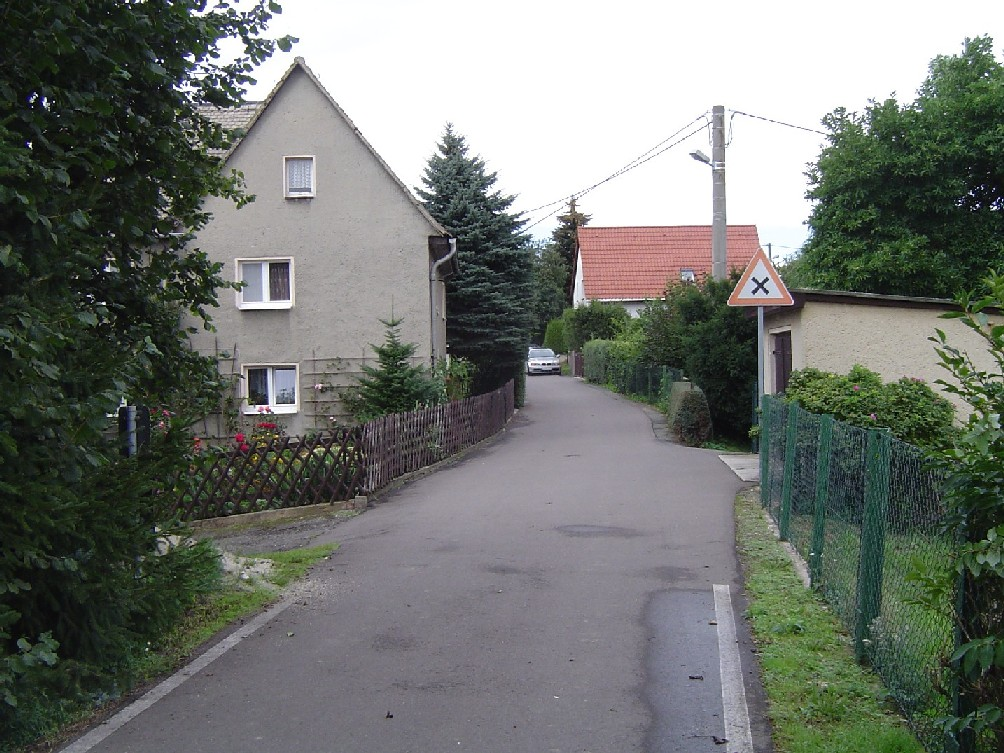
Straße in Neuhof

Der Ort liegt im Grünen. Die Häuser stehen für die Region relativ dicht aneinander. Es sind meist Einfamilienhäuser. Große Bauerngüter gibt es nicht.

## Geschichte
Neuhof ist eine Ansiedlung, die wahrscheinlich im 12. Jahrhundert ihren Anfang fand. Vermutlich war der Ort ein selbständiges Rittergut, das bis 1696 zum Rittergut Rüdigsdorf gehörte. Das Dorf besaß von 1699 bis 1708 Hans Christoph von Pflugk, der Gründer des Nachbardorfes Pflug. Mit diesem bildete Neuhof ab 1834 eine Landgemeinde mit dem Namen Neuhof (ab 1875 Pflug genannt). Neuhof lag bis 1856 im kursächsischen bzw. königlich-sächsischen Amt Borna. Ab 1856 gehörte der Ort zum Gerichtsamt Frohburg und ab 1875 zur Amtshauptmannschaft Borna.
Am 1. Juni 1895 wurde Neuhof zusammen mit Pflug und Rüdigsdorf zur Gemeinde Rüdigsdorf-Neuhof zusammengeschlossen. Diese (Name Rüdigsdorf) wurde am 1. Juli 1950 nach Kohren-Sahlis eingemeindet. Seit dem 1. Januar 2018 gehört der Ort zur Stadt Frohburg.

### Einwohnerentwicklung
Die Einwohnerzahl blieb in Neuhof immer relativ konstant:
- 1834: 71 Einwohner
- 2000: 73 Einwohner

## Wirtschaft

### Verkehr
Neuhof selbst verfügt über gute Straßenverhältnisse. Die Straßen sind schmal und im gesamten Ort gilt eine 30er-Zone.
Anschluss zum öffentlichen Nahverkehr findet man nur ein paar Meter außerhalb der geschlossenen Ortschaft, wo sich am Jugendclub „Rübe zu“ eine Bushaltestelle befindet.
Das Dorf ist in drei unterschiedlichen Weisen mit seinen Nachbardörfern verbunden. Nach Linda führt eine (im Jahre 2005 fertiggestellte) Straße. Mit Pflug ist das Dorf über einen steinigen Feldweg verbunden. Nach Rüdigsdorf führen eine asphaltierte Straße und ein mit Gras bewachsener Feldweg.

## Kultur
Neuhof ist bekannt für seinen Jugendclub „Rübe zu“, der sich an einem guten Zulauf erfreut. In den Sommerferien findet immer am letzten Juli-Wochenende, von Freitag bis Sonntag, die Drei-Tages-Party statt, die vom Jugendclub organisiert wird.